# Serhij Nazarenko
Serhij Jurijovytj Nazarenko (ukrainska: Сергій Юрійович Назаренко), född 16 februari 1980 i Kirovohrad, Ukrainska SSR, Sovjetunionen, är en ukrainsk fotbollsspelare som sedan 2011 spelar för den ukrainska klubben FK Tjornomorets Odessa och Ukrainas fotbollslandslag.